# 997 Priska
997 Priska là một tiểu hành tinh vành đai chính.